# Erasmuskapelle (Berlin)

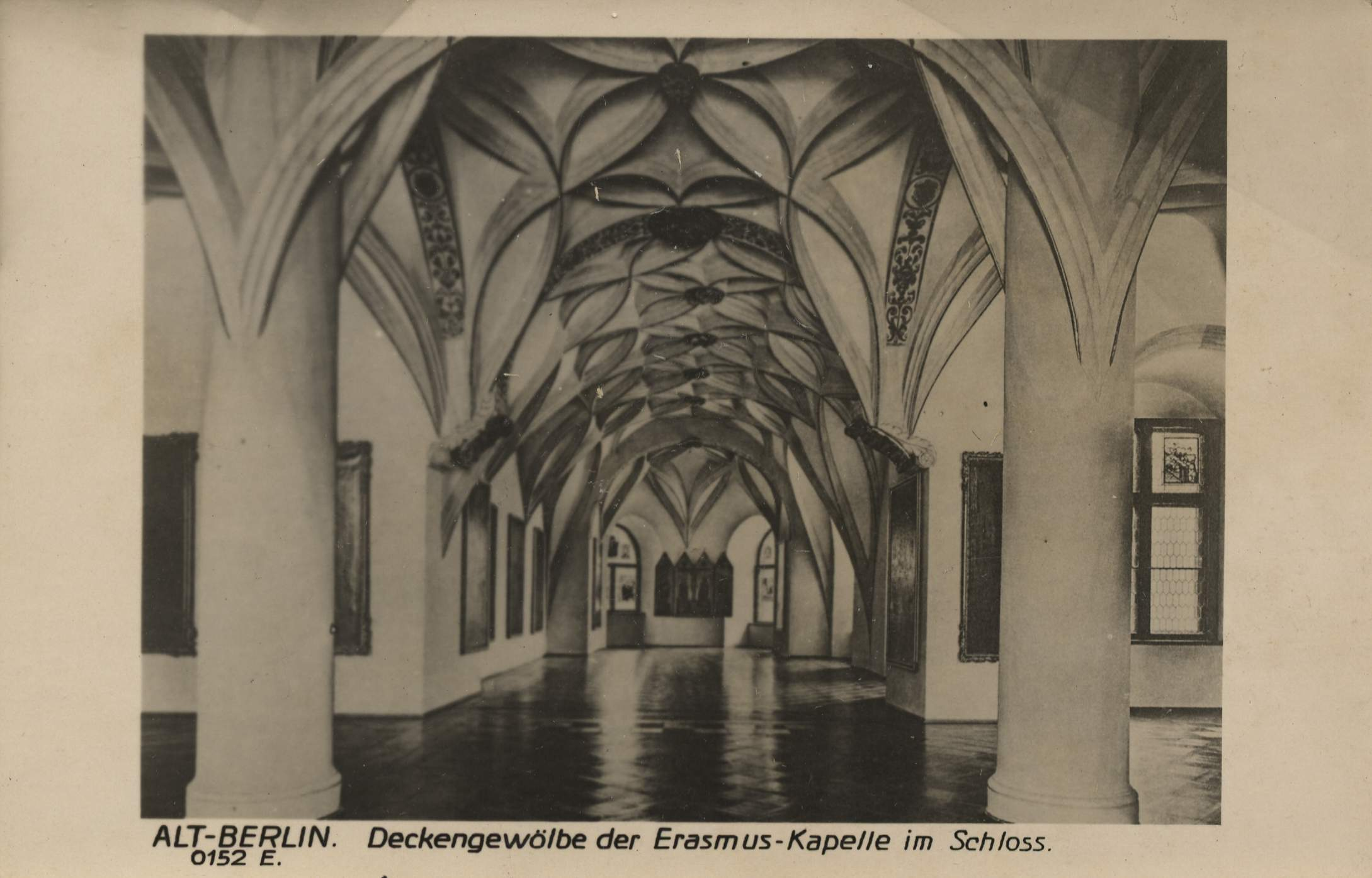
Erasmuskapelle, Zustand nach 1926

Die Erasmuskapelle (historisch oft Erasmuskirche, ecclesia Sancti Erasmi) war ein Kirchenbau im Berliner Schloss auf der Spreeinsel Kölln.

## Geschichte

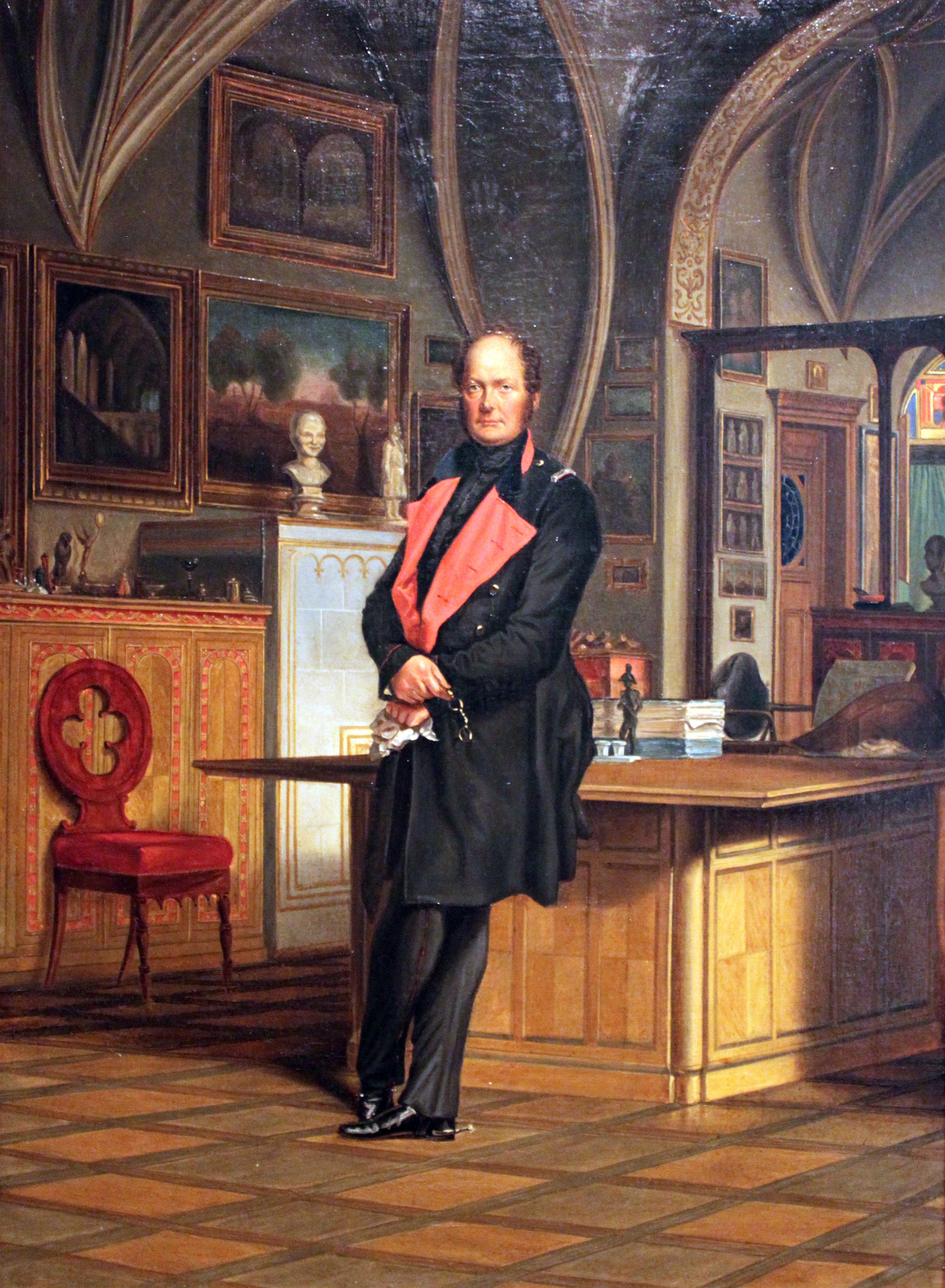
Friedrich Wilhelm IV. in seinem Arbeitszimmer in der Erasmuskapelle, Ölgemälde von Franz Krüger, Berlin 1846

Möglicherweise bestand eine Kirche bereits vor dem Bau des Schlosses. 1450 wurde sie zur Pfarrkirche geweiht mit dem Patrozinium des heiligen Erasmus von Antiochia. Von dem ersten Kirchenbau um 1450 (oder früher) sind nur wenige Spuren bekannt. Im Jahr 1465 wurde an der Erasmuskirche das Kollegiatstift Kölln errichtet und mit Stiftsherren besetzt.
Ab 1536, nachdem das Stift in das benachbarte Dominikanerkloster umgezogen war, und die Klosterkirche die Funktion der Hof- und Domkirche übernommen hatte, diente sie dem Kurfürstenpaar Joachim II. und seiner Frau Hedwig als Privatkapelle und war nach der Einführung der Reformation durch Joachim II. im Jahr 1539 Hedwigs katholische Kapelle.
Um 1540 wurde die Kirche beim Schlossumbau nach Plänen des Architekten Konrad Krebs durch den Baumeister Caspar Theiss im sächsisch-böhmischen spätgotischen Stil umgebaut. Dabei wurde ein runder Turm  (Grüner Hut) angefügt und eine Gruft für Grablegen eingebaut. Die Kapelle erhielt ein Schlingrippengewölbe mit „fliegenden Rippen“. Dieses Gewölbe galt in technisch-konstruktiver Hinsicht als eines der „anspruchsvollsten jemals gebauten“ und stilistisch als eines der „innovativsten seiner Zeit.“
Als Kurfürst Johann Sigismund 1613 zum reformierten Bekenntnis übertrat, durften seine Frau Anna von Preußen und Hofbedienstete, die wie sie lutherisch geblieben waren, sie als Schlosskapelle nutzen. Später wurden dort verstorbene Mitglieder der kurfürstlichen Familie aufgebahrt. König Friedrich II. ließ 1742 den Kapellenraum in Höhe der Emporen durch zwei Balkendecken für Dienerzimmer in drei Etagen unterteilen und eine private Treppe zu seiner Wohnung anlegen. Von 1824 bis 1827 richtete Karl Friedrich Schinkel im oberen Teil für den Kronprinzen und späteren König Friedrich Wilhelm IV. auf dessen Wunsch einen Arbeits- und Leseraum mit einer Bibliothek im Stil der Neugotik ein. Das Langhaus wurde zum Besucher- und Empfangsraum, doch nach der Märzrevolution von 1848 vermied der König nach Möglichkeit Aufenthalte in Berlin. Der nächste ständige Bewohner des Schlosses war Wilhelm II., der zahlreiche Veränderungen vornahm. Dazu gehörte 1892/1893 die Anlage einer fürstlichen Gästewohnung in dem in drei Räume aufgeteilten Arbeitsraum Friedrich Wilhelms mit „mittelalterlichem“ Kamin. Im 1921 eröffneten Schlossmuseum wurde diese Aufteilung rückgängig gemacht und die Erasmuskapelle erhielt bis 1926 eine denkmalpflegerische Fassung.
Bei dem amerikanischen Luftangriff vom 3. Februar 1945 brannte die Kapelle aus, wie auch der größte Teil des Schlosses. Vom kunsthistorisch bedeutenden Schlingrippengewölbe hatte das der Apsis den Brand überstanden, die anderen Gewölbe und die Zwischendecken waren zerstört, doch war mit der Ruine die ursprüngliche Höhe der Kapelle sichtbar geworden. Sie wurde 1950 im Zuge des Schlossabrisses gesprengt.

## Weitere Kapellen im Schloss
- Alte Kapelle, 1699/1701 von Andreas Schlüter, mit Orgel, seit 1879 Kapitelsaal der Ritter vom Schwarzen Adlerorden[4][5]
- Neue Kapelle, von Johann Friedrich Eosander, 1723 zum Weißen Saal umgebaut
- Schlosskapelle, auch Große Kapelle, 1845 von Stüler unter der großen Kuppel